# ビーチレッド戦記
『ビーチレッド戦記』（ビーチレッドせんき、原題：Beach Red）は、1967年のアメリカ合衆国の戦争映画。製作・監督・主演はコーネル・ワイルド、脚本もジェファーソン・パスカル名義で担当している。ピーター・ボウマンの小説『Beach Red』を原作としているが、厳密には原案であり、内容は小説と異なる。

## ストーリー
太平洋戦争を舞台に、日本軍が支配する南太平洋の島に上陸したアメリカ海兵隊と日本軍の激しい戦闘を描くと共に、日米双方の兵士らの心情を描く。

## キャスト
| アメリカ軍             |                      |                                                              |
| マクドナルド大尉       | コーネル・ワイルド   | 納谷悟朗                                                     |
| ジュリー・マクドナルド | ジーン・ウォーレス   | 小原乃梨子                                                   |
| ハニーウェル曹長       | リップ・トーン       | 寺島幹夫                                                     |
| コロンボ               | ハイメ・サンチェス   | 橋本功                                                       |
| クリフ                 | パトリック・ウォルフ | 井上真樹夫                                                   |
| イーガン               | バー・デベニング     | 青野武                                                       |
| ゴールドバーグ従軍記者 | ジーン・ブレイクリー | 小林清志                                                     |
| 日本軍                 |                      |                                                              |
| 田中大尉               | デイル・イシモト     |                                                              |
| 杉山大佐               | 小山源喜             |                                                              |
| 近藤大尉               | 羽佐間道夫           |                                                              |
| ミシオ                 | 寄山弘               |                                                              |
|                        |                      |                                                              |
| 不明 その他            |                      | 鈴木れい子 嶋俊介 富山敬 宮本和男 徳丸完 野島昭生 井上弦太郎 |
|                        |                      |                                                              |
| 演出                   | 演出                 | 佐藤敏夫                                                     |
| 翻訳                   | 翻訳                 | 木原たけし                                                   |
| 効果                   | 効果                 | PAG                                                          |
| 調整                   | 調整                 | 前田仁信                                                     |
| 制作                   | 制作                 | 東北新社                                                     |
| 解説                   | 解説                 | 増田貴光                                                     |
| 初回放送               | 初回放送             | 1973年6月16日 『土曜映画劇場』                               |

## 製作
出演した羽佐間道夫によると、日本の場面のロケはフィリピンで行われ、さらに「日本はまだ小さなマーケットなんだから気にしなくていい」と日本文化があまり再現されていなかったため、台詞の変更を打診したり、寄山弘がセットの神棚に飾ってある物を手作りで全て作り直すなど、日本の俳優陣で少しでも日本らしさを出そうと努力したという。
タイトルバックに使われる絵の何枚かは、コーネルの希望で田中岑が描いている。

## 影響
町山智浩によると、その残虐描写において『プライベート・ライアン』冒頭に影響を与えた。また敵側も人間的に描くということで、クリント・イーストウッド監督の『硫黄島二部作』にも影響を与えた。

## 脚註
1. ↑  コーネル・ワイルドのペンネーム。
2. ↑  コーネル・ワイルドの当時の妻
3. ↑  『父親たちの星条旗』と『硫黄島からの手紙』